# 22e cérémonie des Chlotrudis Awards
La 22e cérémonie des Chlotrudis Awards, décernés par la Chlotrudis Society for Independent Film, a eu lieu le 20 mars 2016 et a récompensé les meilleurs films indépendants de l'année précédente.

## Palmarès

### Meilleur film
- Spotlight
  - The Assassin
  - The Duke of Burgundy
  - Bande de filles
  - Tangerine
  - Timbuktu
  - White God
  - Les Nouveaux Sauvages

### Meilleur réalisateur
- Todd Haynes pour Carol
  - Hou Hsiao-hsien pour The Assassin
  - Kornél Mundruczó pour White God
  - Abderrahmane Sissako pour Timbuktu
  - Peter Strickland pour The Duke of Burgundy
  - Damián Szifrón pour Les Nouveaux Sauvages

### Meilleur acteur
- Christopher Abbott pour le rôle de James White dans James White
  - Jemaine Clement pour le rôle de Will Henry dans People Places Things (en)
  - Paul Dano pour le rôle de Brian Wilson dans Love and Mercy
  - Bruce Greenwood pour le rôle de Rene Bartlett dans WildLike (en)
  - Oscar Isaac pour le rôle d'Abel Morales dans A Most Violent Year
  - Jason Segel pour le rôle de David Foster Wallace dans The End of the Tour

### Meilleure actrice
- Karidja Touré pour le rôle de Marieme « Vic » dans Bande de filles
  - Nina Hoss pour le rôle de Nelly Lenz dans Phoenix
  - Rinko Kikuchi pour le rôle de Kumiko dans Kumiko, the Treasure Hunter
  - Bel Powley pour le rôle de Minnie dans The Diary of a Teenage Girl
  - Charlotte Rampling pour le rôle de Kate Mercer dans 45 ans
  - Saoirse Ronan pour le rôle d'Eilis Lacey dans Brooklyn

### Meilleur acteur dans un second rôle
- Michael Shannon pour le rôle de Rick Carver dans 99 Homes
  - Emory Cohen pour le rôle d'Antonio « Tony » Fiorello dans Brooklyn
  - Idris Elba dans le rôle du commandant dans Beasts of No Nation
  - Michael Fassbender dans le rôle de Silas dans Slow West
  - Mark Ruffalo dans le rôle de Michael Rezendes dans Spotlight

### Meilleure actrice dans un second rôle
- Cynthia Nixon pour le rôle de Gail White dans James White
  - Demet Akbağ pour le rôle de Necla dans Winter Sleep
  - Kristen Stewart pour le rôle de Valentine dans Sils Maria
  - Mya Taylor (en) pour le rôle d'Alexandra dans Tangerine
  - Katherine Waterston pour le rôle de Virginia dans Queen of Earth

### Meilleure distribution
- Tangerine
  - À propos d'Elly
  - Mustang
  - Spotlight
  - Vampires en toute intimité

### Meilleur scénario original
- Damián Szifrón pour Les Nouveaux Sauvages
  - Peter Strickland pour The Duke of Burgundy
  - Ronit Elkabetz et Shlomi Elkabetz pour Le Procès de Viviane Amsalem
  - Deniz Gamze Ergüven et Alice Winocour pour Mustang
  - Josh Singer et Tom McCarthy pour Spotlight
  - Jemaine Clement et Taika Waititi pour Vampires en toute intimité
  - Kornél Mundruczó, Viktória Petrányi et Kata Wéber pour White God

### Meilleur scénario adapté
- Emma Donoghue pour Room
  - Charlie Kaufman pour Anomalisa
  - Nick Hornby pour Brooklyn
  - Donald Margulies pour The End of the Tour
  - Jesse Andrews pour This Is Not a Love Story

### Meilleure photographie
- Sean Baker et Radium Cheung pour Tangerine
  - Mark Lee Ping-Bin pour The Assassin
  - Edward Lachman pour Carol
  - Nicholas D. Knowland pour The Duke of Burgundy
  - Gökhan Tiryaki (tr) pour Winter Sleep

### Meilleur montage
- Julien Lacheray pour Bande de filles
  - Chris Wyatt pour '71
  - Affonso Gonçalves pour Carol
  - Matyas Fekete pour The Duke of Burgundy
  - Nathan Nugent (en) pour Room

### Meilleurs décors
- Pater Sparrow pour The Duke of Burgundy
  - Wen-Ying Huang pour The Assassin
  - François Séguin pour Brooklyn
  - Judy Becker (en) pour Carol
  - Roy Andersson pour Un pigeon perché sur une branche philosophait sur l'existence

### Meilleure musique
- Matthew Smith pour Tangerine
  - Matthew Puckett (en) pour Boy Meets Girl
  - Faris Badwan (en) et Rachel Zeffira pour The Duke of Burgundy
  - Jean-Baptiste de Laubier pour Bande de filles
  - Atticus Ross pour Love and Mercy

### Buried Treasure
- Advantageous (en)
  - Actress (en)
  - Appropriate Behavior
  - Charlie's Country
  - People Places Things (en)
  - Victoria

### Meilleur film documentaire
- ex æquo Amy et Call Me Lucky
  - Best of Enemies (en)
  - Red Army
  - Stray Dog
  - What Happened, Miss Simone?

## Statistiques

### Nominations multiples
- 7 : The Duke of Burgundy
- 5 : Tangerine
- 4 : Spotlight, The Assassin, Bande de filles, Carol, Brooklyn
- 3 : White God, Les Nouveaux Sauvages
- 2 : Timbuktu, James White, People Places Things (en), Love and Mercy, The End of the Tour, Winter Sleep, Mustang, Vampires en toute intimité

### Récompenses multiples
- 3 : Tangerine
- 2 : Bande de filles et James White